# Asplenium dielmannii
Asplenium dielmannii (Syn.: Diellia mannii) ist eine seltene Farnart aus der Familie der Streifenfarngewächse (Aspleniaceae), die auf der Hawaii-Insel Kaua'i endemisch ist. Sie galt zwischen 1900 und 2002 als ausgestorben. Das Artepitheton ehrt den US-amerikanischen Botaniker Horace Mann junior (1844–1868), der zwischen 1864 und 1865 gemeinsam mit William Tufts Brigham die Typusexemplare gesammelt hatte.

## Systematik
1868 beschrieb Daniel Cady Eaton die Art Microlepia mannii. 1912 stellte Winifred Josephine Robinson die neue Kombination Diellia mannii auf. 1991 veröffentlichten Ronald Louis Leo Viane und Tadeus Reichstein eine Studie, in der sie darlegten, dass Diellia in der Gattung Asplenium eingebettet ist. Beide Gattungen wurden synonymisiert und Diellia mannii erhielt zur Vermeidung eines Homonyms den Ersatznamen Asplenium dielmannii, da der Name Asplenium mannii bereits 1866 von William Jackson Hooker für eine afrikanische Epiphytenart vergeben wurde.

## Merkmale
Asplenium dielmannii ist eine mittelgroße Farnpflanze mit kurz kriechenden bis liegenden Rhizomen. Die aufrechten Wedel sind 10 bis 75 cm lang und 5 bis 20 cm breit. Die Stiele und die Rachis sind glänzend violett schwarz und schuppig am Ansatz. Die Blattspreite ist zwei- bis fünffach gefiedert, krautig, lanzettlich, fein zergliedert und weist die gleiche Färbung wie die Blattstiele auf. Die lanzettlichen, bis zu 20 cm langen Blattfiedern bestehen aus 15 bis 35 Paaren. Die 0,2 bis 2 mm breiten Endsegmente sind meist schmal, linear oder linear-lanzettlich. Die Blattadern sind frei, in der Regel ist eine in jedem Segment. Die Sori sind marginal, meist weniger als 1 mm lang und nach außen öffnend auf breiteren Segmentspitzen. Die Indusien sind dünn.

## Vorkommen und Lebensraum
Die Typusexemplare wurden in Schluchten in mesischen (weder trockenheits- noch feuchtigkeitsliebenden) Wäldern in Höhenlagen von 500 bis 1000 m im Halemanu-Gebirge (Kòke’e State Park) von Kaua'i gesammelt.

## Status
Anne Sinclair Knudsen, die zwischen 1871 und 1886 gemeinsam mit ihrem Ehemann Valdemar Knudsen 24 Exemplare dieser Art sammelte, berichtete im Jahr 1914, dass Diellia mannii seit 1900 nicht mehr gesichtet wurde. Daraufhin hielt man diese Art für ausgestorben, bis die Umweltschutztechnikerin Laura Arnold im April 2002 während Waldpflegearbeiten ein einzelnes Exemplar im Halemanu-Gebirge wiederentdeckt hatte. In der Folgezeit wurden weitere Exemplare entdeckt, sodass heute etwa wieder 90 Exemplare in der Wildnis bekannt sind. Asplenium dielmannii  wird von der Roten Liste gefährdeter Arten der IUCN in der Kategorie „vom Aussterben bedroht“ (critically endangered) gelistet. Bei NatureServe steht sie seit 2003 unter dem Namen Diellia mannii in der Kategorie „critically imperilled“ (G1).